# Megaceraea incertella
Megaceraea incertella är en fjärilsart som beskrevs av Hans Rebel 1940. Megaceraea incertella ingår i släktet Megaceraea och familjen förnamalar. Inga underarter finns listade i Catalogue of Life.